# 拉廷敦 (紐約州)
拉廷敦（英語：Lattingtown）是位於美國紐約州拿騷縣的村。

## 人口
根據2020年美國人口普查的數據，拉廷敦的面積為9.90平方千米，當中陸地面積為9.71平方千米，而水域面積為0.19平方千米。當地共有人口1881人，而人口密度為每平方千米190人。